# BWF International Challenge 2020
Die BWF International Challenge 2020 war die 14. Auflage der BWF International Challenge im Badminton. Durch die COVID-19-Pandemie fiel ein Großteil der Veranstaltungen aus.

## Turniere und Sieger
| Veranstaltung            | Herreneinzel      | Dameneinzel       | Herrendoppel                              | Damendoppel                      | Mixed                    |
| ------------------------ | ----------------- | ----------------- | ----------------------------------------- | -------------------------------- | ------------------------ |
| Iran Fajr International  | Sheng Xiaodong    | Crystal Pan       | Soroush Eskandari Vatannejad Amir Jabbari | Nasim Safaei Hananeh Yaghobzadeh | nicht ausgetragen        |
| Austrian International   | Max Weißkirchen   | Yukino Nakai      | Alexander Dunn Adam Hall                  | Tsukiko Yasaki Erika Yokoyama    | Jeppe Bay Sara Lundgaard |
| Polish Open              | nicht ausgetragen | nicht ausgetragen | nicht ausgetragen                         | nicht ausgetragen                | nicht ausgetragen        |
| Canadian International   | nicht ausgetragen | nicht ausgetragen | nicht ausgetragen                         | nicht ausgetragen                | nicht ausgetragen        |
| Osaka International      | nicht ausgetragen | nicht ausgetragen | nicht ausgetragen                         | nicht ausgetragen                | nicht ausgetragen        |
| Finnish Open             | nicht ausgetragen | nicht ausgetragen | nicht ausgetragen                         | nicht ausgetragen                | nicht ausgetragen        |
| Denmark International    | nicht ausgetragen | nicht ausgetragen | nicht ausgetragen                         | nicht ausgetragen                | nicht ausgetragen        |
| Mongolia International   | nicht ausgetragen | nicht ausgetragen | nicht ausgetragen                         | nicht ausgetragen                | nicht ausgetragen        |
| Lagos International      | nicht ausgetragen | nicht ausgetragen | nicht ausgetragen                         | nicht ausgetragen                | nicht ausgetragen        |
| Azerbaijan International | nicht ausgetragen | nicht ausgetragen | nicht ausgetragen                         | nicht ausgetragen                | nicht ausgetragen        |
| Belgian International    | nicht ausgetragen | nicht ausgetragen | nicht ausgetragen                         | nicht ausgetragen                | nicht ausgetragen        |
| Maldives International   | nicht ausgetragen | nicht ausgetragen | nicht ausgetragen                         | nicht ausgetragen                | nicht ausgetragen        |
| Spanish International    | nicht ausgetragen | nicht ausgetragen | nicht ausgetragen                         | nicht ausgetragen                | nicht ausgetragen        |
| Myanmar International    | nicht ausgetragen | nicht ausgetragen | nicht ausgetragen                         | nicht ausgetragen                | nicht ausgetragen        |
| Czech International      | nicht ausgetragen | nicht ausgetragen | nicht ausgetragen                         | nicht ausgetragen                | nicht ausgetragen        |
| Indonesia International  | nicht ausgetragen | nicht ausgetragen | nicht ausgetragen                         | nicht ausgetragen                | nicht ausgetragen        |
| Vietnam International    | nicht ausgetragen | nicht ausgetragen | nicht ausgetragen                         | nicht ausgetragen                | nicht ausgetragen        |
| Hungarian International  | nicht ausgetragen | nicht ausgetragen | nicht ausgetragen                         | nicht ausgetragen                | nicht ausgetragen        |
| Malaysia International   | nicht ausgetragen | nicht ausgetragen | nicht ausgetragen                         | nicht ausgetragen                | nicht ausgetragen        |
| India International      | nicht ausgetragen | nicht ausgetragen | nicht ausgetragen                         | nicht ausgetragen                | nicht ausgetragen        |
| Scottish Open            | nicht ausgetragen | nicht ausgetragen | nicht ausgetragen                         | nicht ausgetragen                | nicht ausgetragen        |
| Bangladesh International | nicht ausgetragen | nicht ausgetragen | nicht ausgetragen                         | nicht ausgetragen                | nicht ausgetragen        |
| White Nights             | nicht ausgetragen | nicht ausgetragen | nicht ausgetragen                         | nicht ausgetragen                | nicht ausgetragen        |
| Italian International    | nicht ausgetragen | nicht ausgetragen | nicht ausgetragen                         | nicht ausgetragen                | nicht ausgetragen        |